# Анадольська волость (Маріупольський повіт)
Анадольська волость — історична адміністративно-територіальна одиниця Маріупольського повіту Катеринославської губернії із центром у селі Анадоль.
Утворена на початку 1910-тих років виокремленням із Мало-Янісольської волості.